# On2 Technologies
On2 Technologies, Inc. originalment coneguda com The Duck Corporation, és una corporació especialitzada a desenvolupar tecnologies de compressió de vídeo. Des del 19 de febrer de 2010 és una subsidiària de Google Inc.

## Història

### Orígens
Sota el nom "The Duck Corporation" van publicar els seus dos primers códecs el TrueMotion 1 i el TrueMotion 2.

### On2 Technologies
Els codécs d'On2 Technologies van ser des dels seus orígens una bona alternativa a altres códecs privatius, sent desenvolupats per competir directament amb codécs de vídeo com per exemple Windows Media Video, RealVideo, MPEG-4 i H.264/MPEG-4 AVC. El resultat va ser positiu per On2ja que els seus códecs van ser escollits per empreses com Adobe (Macromedia), Apple Computer, RealNetworks, Skype i AOL, perquè oferien molt bona qualitat de vídeo, sense tenir costos excessius en la seva llicència, ni problemes de patents, ja que havien desenvolupat programari de compressió de vídeo des de 1991.
Entre els códecs desenvolupats per On2 hi ha:
- VP3, que va ser donat a la Fundació Xiph.org com a codi lliure i que és la base del códec Theora.
- VP6, usat com la tecnologia de compressió de vídeo en Macromedia Flash 8.
- VP7, que millorava fins a un 50 % la qualitat sobre el VP6.

### Adquisisió per part de Google
L'agost del 2009 Google va fer una oferta per la compra d'On2 per 106,5 milions de dòlars en accions i, el 07 de gener de 2010 va fer un augment de 15 cèntims en la seva oferta de compra perquè el preu d'oferta de la compra fos de 133.900.000 de dòlars.

## Llista de códecs de vídeo
- TrueMotion 1
- TrueMotion 2
- VP3
- VP4
- VP5
- VP6
- VP7
- VP8